# Belgijska umjetnost
Belgijska umjetnost je započela osamostaljenjem Belgije 1830. god., a prije toga bila je dio mosanske, flamanske i nizozemske umjetnosti. 

## 19. stoljeće
Početkom 19. stoljeća u slikarstvu prevladava klasicizam, a najistaknutiji slikari su: J. Paelinck i otac novijeg belgijskog slikarstva François-Joseph Navez, a potom dominiraju romantični slikari: Gustaaf Wapers, Antoine Wierz i Louis Gallait, uz slikare Henri de Braekeleera i Henri Leysa koji njeguju tradicionalno žanr-slikarstvo. Arhitekti T. F. Suys i J. P. Cluysenaar u Bruxellesu i L. Roelandt u Gentu su bili bliski francuskom klasicizmu, a glavni predstavnik historicizma Joseph Poelaert projektirao je reprezentativnu Palaču pravde u Bruxellesu.
Po uzoru na Barbizonsku školu u Belgiji se osnivaju slikarske kolonije gdje neposredno u prirodi slikaju Hippolyte Boulanger, I. Meyers i F. Courtens. Slikar i kipar Constantin Meunier radi realistične figure snažne ekspresije. Nadahnuće za portrete i krajolike H. Evenpoel nalazi u francuskom impresionizmu.

## 20. stoljeće
Umjetnici okupljeni u umjetničkoj grupi Moderna umjetnost preuzimaju moderne ideje iz Francuske – neoimpresionizam i fovizam (T. Van Rysselberghe, R. Wouters). U slikarskoj koloniji Laethem-Saint-Martin nedaleko od Genta djeluju simbolisti (F. Khnopff i G. van der Woestyne). Najznačajniji belgijski umjetnici s kraja 19. i početka 20. st. jesu grafičari F. Rops i F. Masereel te dominantna ličnost slikar James Ensor, preteča ekspresionizma. 
Pionir moderne arhitekture, Victor Horta, podigao je remekdjelo art nouveaua – Palaču Tassee i Trgovačku kuću u Bruxellesu. Njegovi sljedbenici bili su Henry Van der Velde i P. Hankar.
Ekspresionizam doseže vrhunac u djelima C. Permekea, te slikara nadrealističkih kompozicija R. Magrittea i P. Delvauxa. Prvu apstraktnu skulpturu izradio je G. Vantogerloo ("Prostorna konstrukcija", 1917.), a prvu nefigurativnu kompoziciju naslikao je Piere Alechinsky (član grupe Cobra). Slikarstvo informela slijede R. Wyckaert, J. Dealhaut, a bizarnu apstraktnu plastiku izrađuje R. d'Haese. Kinetičke objekte radi P. Bury, a konceptualne ideje iznose među ostalima E. Elias i M. Brooathaers.
Od 1970-ih Panamarenko, L. Copers i odnedavno G. Bijl izrađuju instalacije, a monumentalne videozapise radi M. J. Lafontaine.

## Belgijska glazba
Mnogi veliki srednjovjekovni i renesansni skladatelji (Gilles Binchois, Orlande de Lassus, Guillaume Dufay, Heinrich Isaac i Jacob Obrecht) potječu iz oblasti koje su danas u Belgiji (tzv. Franko-Flamanska škola). Također, mnogi skladatelji klasične glazbe rođeni su u Belgiji, a najslavniji su svakako: César Franck, Henri Vieuxtemps, Eugène Ysaÿe, Guillaume Lekeu i Wim Mertens.  
Slavni belgijski kantautori su: Bobbejaan Schoepen, Jacques Brel, Johnny Hallyday (prije no što je prihvatio francusko državljanstvo), Arno, i Maurane.
Adolphe Sax, izumitelj saksofona, je rođen u Belgiji. Belgija također ima veoma aktivnu jazz scenu čiji su pripadnici ostvarili svjetsku slavu, poput: Aka Moon, Maak's Spirit i Octurn. Harmonist Toots Thielemans i gitarist Philip Catherine su vjerojatno najpoznatiji belgijski jazz glazbenici.
Hooverphonic, osnovani sredinom 1990-ih su slavna belgijska pop / trip hop skupina koja je ostvarila svjetsko priznanje kada su uključeni u filmsku glazbu filma Io Ballo da Sola (hrvatski: Zavodljiva ljepota) redatelja Bernarda Bertoluccija iz 1996. Ostali belgijski popularni sastavi su: Axelle Red, Vaya Con Dios, Kate Ryan i K's Choice. 
Belgijski glazbenici koji su utjecali na razvoj elektroničke glazbe su: Front 242, Praga Khan (znan i kao Lords of Acid) i 2 Many DJ's, a ističe se i rock sastav dEUS, dok je hip-hop u Belgiji započeo s Starflam, CNN (iz Bruxellesa) i 't Hof van Commerce sredinom 1990-ih

## Poveznice
- Nizozemska umjetnost
- Europska umjetnost